# Schleswig-Holstein (1906)
Schleswig-Holstein (wym. /ˈʃleːsvɪç ˈhɔlʃtaɪ̯n/) – niemiecki pancernik typu Deutschland, generacji przeddrednotów, z okresu obu wojen światowych. Brał udział w I wojnie światowej, po czym był jednym z okrętów, które zezwolono Niemcom zatrzymać po wojnie. W 1936 roku został przebudowany na okręt szkolny. Podczas II wojny światowej, od rana 1 września 1939 roku wziął udział w ostrzeliwaniu Westerplatte, stając się jednym z najbardziej znanych symboli ataku na Polskę. Zatopiony podczas nalotu na Gdynię w 1944 roku przez lotnictwo brytyjskie, po wojnie podniesiony i używany przez ZSRR jako okręt-cel.

## Historia
Był to jeden z 5 pancerników typu Deutschland (jednym z jego okrętów bliźniaczych był „Schlesien”). Klasyfikowany był oryginalnie jako okręt liniowy (niem. Linienschiff). Nazwa okrętu pochodzi od jednej z ówczesnych prowincji Królestwa Prus – obecnego kraju związkowego Niemiec Schleswig-Holstein. Był pierwszym w historii niemieckiej floty wojennej okrętem, noszącym nazwę „Schleswig-Holstein" i ostatnim przeddrednotem, zbudowanym dla Kaiserliche Kriegsmarine.
Budowę rozpoczęto pod oznaczeniem Linienschiff Q i numerem budowy 113. Stępkę położono 18 sierpnia 1905. „Schleswig-Holstein” wodowany został 17 grudnia 1906 roku w obecności cesarza Wilhelma II i wprowadzony do służby 6 lipca 1908. Koszt budowy to 25 mln marek.

## Służba

### I wojna światowa i okres międzywojenny
„Schleswig-Holstein” używany był bojowo w czasie I wojny światowej, m.in. brał udział w bitwie jutlandzkiej, w której otrzymał trafienie pociskiem 343 mm w kazamatę (trzech zabitych). Został wyremontowany w Wilhelmshaven, jednakże 2 maja 1917 został przekształcony w hulk mieszkalny w Wilhelmshaven, a po zawieszeniu broni, w Kilonii.

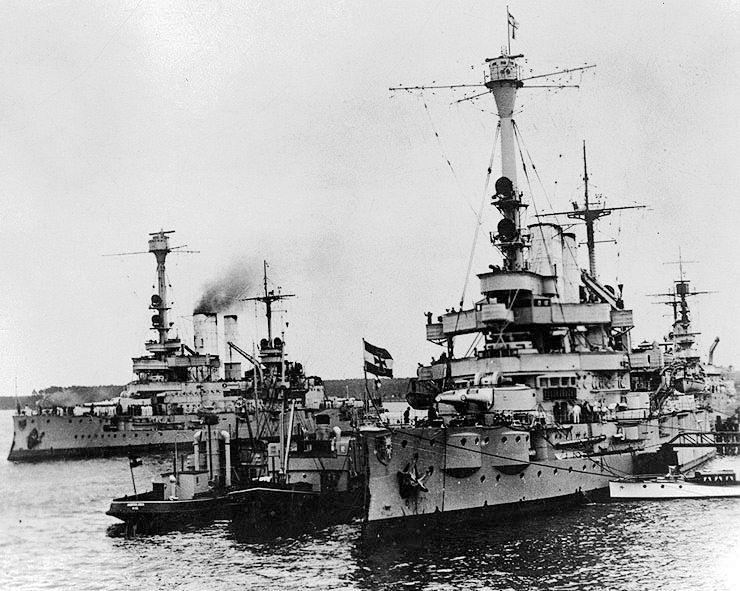
„Schlesien” (z lewej) i „Schleswig-Holstein”, ok. 1930

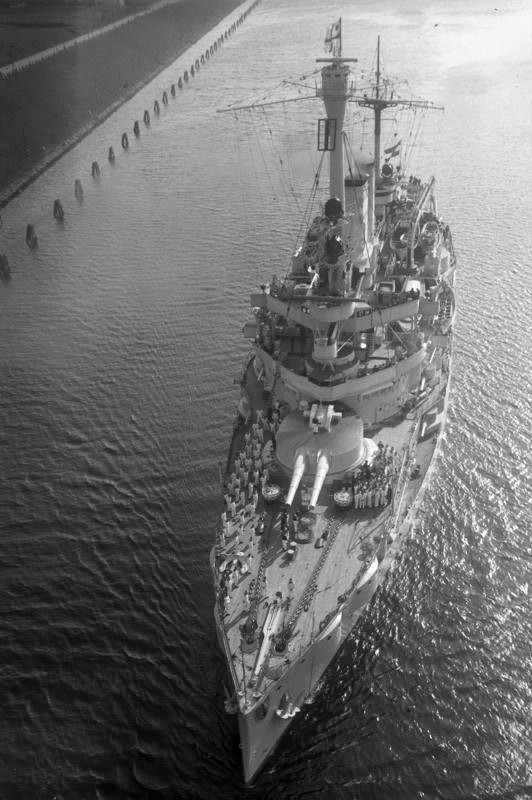
„Schleswig-Holstein”, 1931

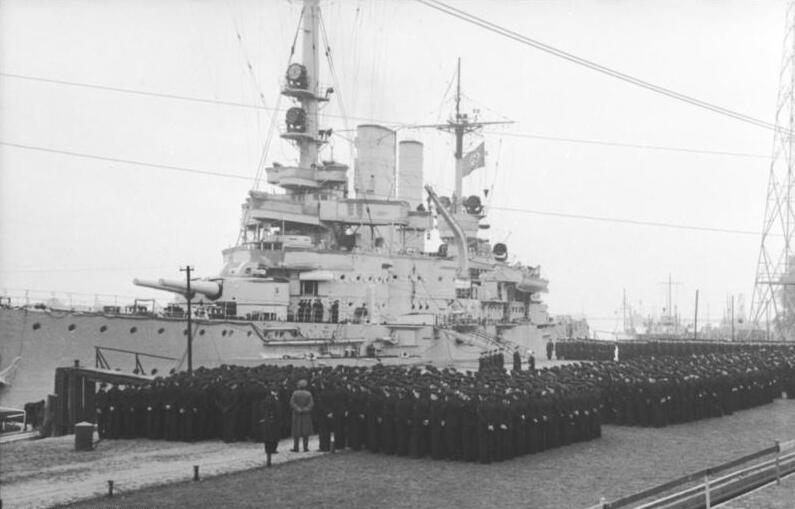
„Schleswig-Holstein” ze swoją załogą w Pillau, 1939

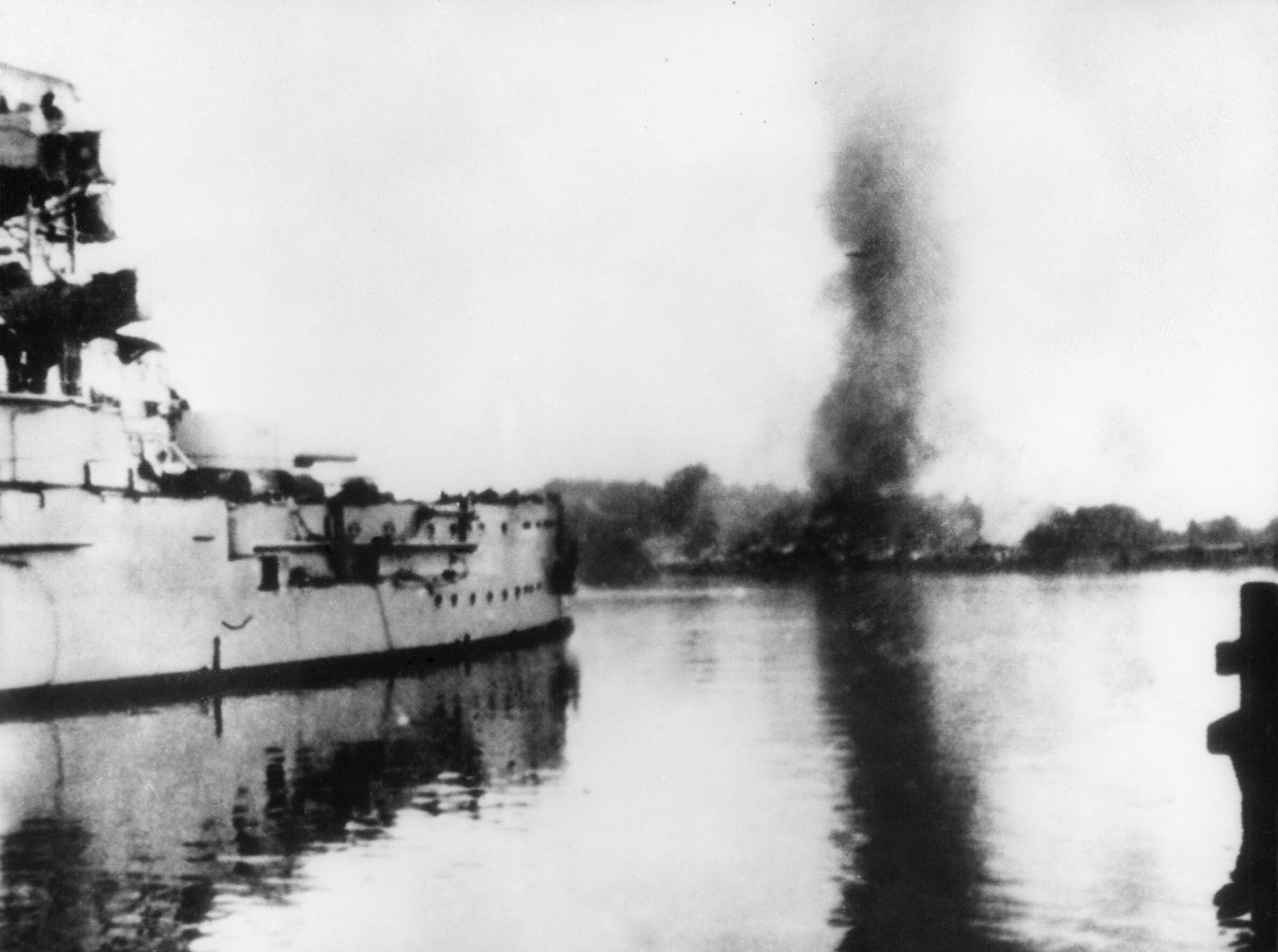
„Schleswig-Holstein” ostrzeliwuje Westerplatte

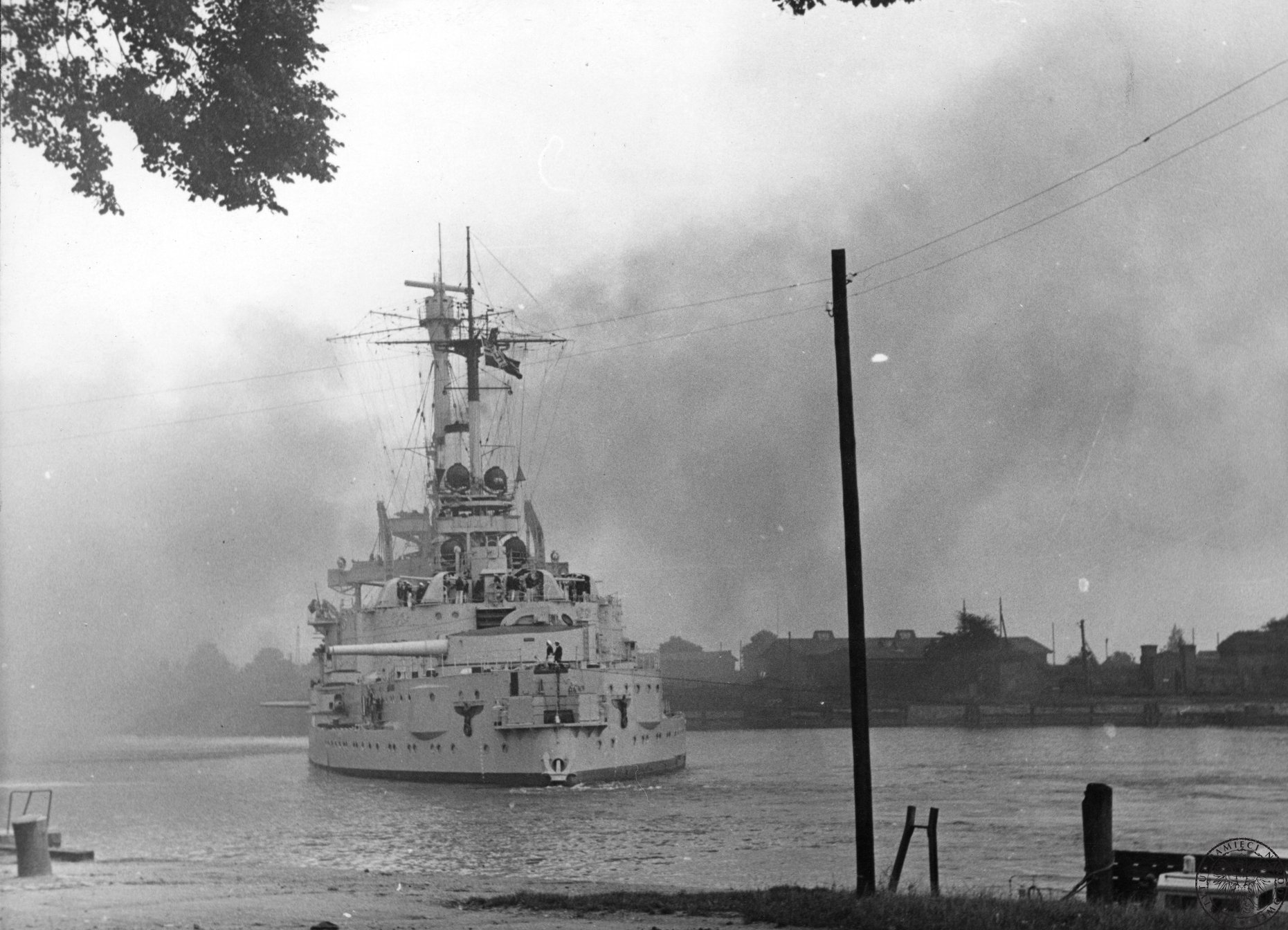
„Schleswig-Holstein” podczas ostrzału Westerplatte

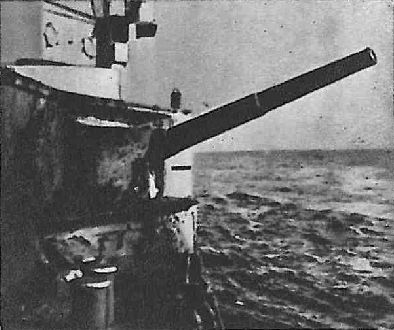
Uszkodzenie kazamaty działa kal. 150 mm pancernika „Schleswig-Holstein”, odniesione 27 września 1939 r. podczas walki z baterią im. Heliodora laskowskiego.

Po I wojnie światowej zezwolono Niemcom zachować 6 przestarzałych pancerników, wśród których był „Schleswig-Holstein”. Początkowo jednak używany był w dalszym ciągu jako hulk, po czym został odstawiony w Wilhelmshaven. Dopiero w latach 1925–1926 przeprowadzono remont okrętu, połączony z modernizacją. Między innymi, powiększono nadbudówki i przedni maszt palowy zastąpiono grubszym masztem rurowym ze stanowiskiem dalmierza na szczycie. Zimą 1927/28 ponadto połączono pierwszy komin z drugim, w celu zmniejszenia zadymiania nadbudówki i okręt stał się z trzykominowego dwukominowym.
Okręt ponownie wszedł do służby 1 lutego 1926, stając się okrętem flagowym floty niemieckiej (do 22 września 1935 roku). W kolejnych latach brał udział w ćwiczeniach i odbywał rejsy po wodach północnoeuropejskich i Atlantyku. Na początku 1929 roku służył jako lodołamacz na Bałtyku. 29 października 1929 odniósł uszkodzenia w kolizji z torpedowcem „Leopard” na Bałtyku.
Między styczniem a marcem 1936 „Schleswig-Holstein” został przebudowany w Wilhelmshaven na okręt szkolny dla kadetów. Do wybuchu wojny, od października do wiosny brał udział w długich rejsach szkolnych: dwukrotnie do Ameryki Południowej i raz do Afryki.

### II wojna światowa
1 lipca 1939 r. dowództwo okrętu objął Käpitan zur See Gustav Kleikamp, a sam okręt został wyznaczony do złożenia w sierpniu wizyty w Gdańsku na zaproszenie Senatu Wolnego Miasta, której celem było uczczenie pamięci poległych na Bałtyku i pochowanych w Gdańsku w sierpniu 1914 r. marynarzy z krążownika „Magdeburg” (zatopiony przez własną załogę w Zatoce Fińskiej, zginęło kilkunastu marynarzy). Natomiast tajne plany, jakie otrzymał dowódca, przewidywały ostrzelanie polskiej placówki wojskowej na Westerplatte, a po złamaniu jej oporu, udział w działaniach przeciw flocie polskiej. 18 sierpnia „Schleswig-Holstein” opuścił Kilonię i udał się do Zatoki Strand, gdzie pobrał amunicję, po czym 22 sierpnia wyruszył do Świnoujścia. Po krótkim postoju 24 sierpnia o godz. 11:00 wyruszył do Gdańska. O godz. 20:10 na wysokości Ustki nastąpiło spotkanie z 1. Flotyllą Trałowców i na pokład pancernika zaokrętowano marynarzy z kompanii szturmowej Kriegsmarine. Do Gdańska okręt wszedł 25 sierpnia i zacumował przy nabrzeżu w Nowym Porcie, naprzeciw Westerplatte. Następnie pancernik wizytowali Wysoki Komisarz Ligi Narodów w Wolnym Mieście Gdańsku, Carl Burckhardt i Komisarz Generalny RP, Marian Chodacki. Przez cały czas na okręcie w sposób dyskretny obowiązywała wachta bojowa artylerii 150 mm, ponadto maszyny miały być w pogotowiu, aby w ciągu 1/2 godziny uzyskać potrzebną moc do opuszczenia nabrzeża. O godz. 15:02 na okręt dotarł rozkaz o rozpoczęciu działań wojennych 26 sierpnia o godz. 04:30, który odwołano w nocy. 26 sierpnia rozpoczęto uroczystości upamiętniające marynarzy z krążownika „Magdeburg”. O godz. 18:00 holowniki przeholowały okręt z Nowego Portu w rejon twierdzy Wisłoujście, gdzie wyokrętowano kompanię szturmową.
31 sierpnia na pancernik dotarł rozkaz radiowy o rozpoczęciu działań w dniu 1 września o godz. 04:45. Rano 1 września „Schleswig-Holstein” opuścił swoje miejsce postoju i zacumował przy warsztatach Rady Portu na tzw. Zakręcie Pięciu Gwizdków. Przyjmuje się, że ostrzał Westerplatte z jego dział o godzinie 4:45 1 września 1939 r. stanowił początek II wojny światowej w Europie. De facto ostrzał rozpoczął się trzy minuty później, o 4:48, a przyczyną opóźnienia była konieczność przestawienia okrętu z głębi Kanału Portowego do Zakrętu Pięciu Gwizdków. O godz. 04:43 dowódca pancernika wydał rozkaz artylerii do otwarcia ognia. Pięć minut później odezwały się działa kalibrów 280 mm i 150 mm przeciw Westerplatte. Do godz. 04:55 pancernik wystrzelił 8 pocisków 280 mm i 59 pocisków 150 mm. O godz. 05:45 holownik „Danzig” odholował okręt w rejon Szańca Mewiego. Z nowego miejsca ponownie „Schleswig-Holstein” ostrzeliwał Westerplatte od godz. 07:40 do 07:50, od 08:15 do 08:28 i od 08:48 do 09:28 z wszystkich dział zużywając 96 pocisków 280 mm, 407 pocisków 150 mm, 366 pocisków 88 mm.
2 września „Schleswig-Holstein” przeholowany został w głąb portu cumując przy Dworcu Wiślanym, skąd od godz. 12:03 do 12:20 ostrzeliwał polskie pozycje w Redłowie. Pancernik zużył 41 pocisków 280 mm i 15 pocisków 150 mm.
Ponowny ostrzał, tym razem Witomina i Redłowa, przeprowadził 4 września w godzinach 09:18-12:00 zużywając 56 pocisków 150 mm. 5 września oddał 13 strzałów z dział 150 mm do radiostacji gdyńskiej.
Dwa dni później rano pancernik przeholowano w rejon Mewiego Szańca, skąd ponownie ostrzelał Westerplatte w godzinach 06:08 do 06:40.
Po kapitulacji załogi Westerplatte „Schleswig-Holstein” podpłynął w rejon wyjścia z portu, skąd ostrzeliwał Kępę Oksywską i Hel. Ostrzał powtórzył następnego dnia, kierując ogień przeciwko polskim oddziałom na Oksywiu, zużywając 10 pocisków 280 mm i 192 pociski 150 mm.
11 września ostrzeliwał działami 280 mm port na Oksywiu. W okresie tym „Schleswig-Holstein” nie wypływał na wody Zatoki Gdańskiej w obawie przed polskimi okrętami podwodnymi.
Po kilkudniowej przerwie 18 września „Schleswig-Holstein” w eskorcie trałowców podszedł w rejon Redłowa i o godz. 11:45 ostrzeliwał Oksywie, zużywając 155 pocisków 150 mm, o 12:40 ostrzeliwał Obłuże, oddając pięć strzałów z artylerii 280 mm, o 13:03 ponownie przeprowadził ostrzał Obłuża, zużywając 7 pocisków 280 mm, o godz. 14:16 oddał 22 strzały z dział 150 mm w kierunku Oksywia. Ostatnie tego dnia strzały oddał o godz. 15:29 na Oksywie z dział 150 mm, zużywając 6 pocisków. Po ostrzale zacumował w Nowym Porcie, tam 19 września na okręt przybył kontradmirał Schmundt i podniósł swoją flagę.
21 września Adolf Hitler, który przybył na Westerplatte, pozdrowił załogę okrętu, przemaszerowując przed zebranymi marynarzami. Jeszcze tego samego dnia o godz. 14:00 okręt oddał 13 strzałów w kierunku Helu.
23 września wraz z siostrzanym okrętem „Schlesien” ostrzeliwał z Gdańska Hel, oddając 33 strzały z dział 280 mm. Następnego dnia oba okręty opuściły Gdańsk i podążyły w asyście trałowców w kierunku Gdyni przemianowanej po zajęciu przez Niemców na Gotenhafen. O godz. 09:06 „Schleswig-Holstein” jako pierwszy otworzył ogień w kierunku Helu, oddając 16 strzałów z dział kalibru 280 mm. Po otwarciu ognia przez artylerię helską oba okręty wycofały się do Gdańska. Ponowne wyjście nastąpiło następnego dnia. O godz. 09:26, będąc na wysokości Orłowa, pancernik otworzył ogień do baterii helskiej. O godz. 10:35, po wystrzeleniu 70 pocisków 280 mm i 123 kalibru 150 mm, ogień wstrzymano i okręt odpłynął do Gdańska, gdzie przybył o godz. 12:22.
27 września „Schleswig-Holstein” o godz. 05:05 opuścił Gdańsk i udał się w rejon Orłowa, skąd o godz. 11:57 otworzył z wieży A ogień do baterii helskiej. Pomiędzy czwartą a piątą salwą o godz.12:02 pancernik otrzymał trafienie pociskiem 152 mm polskiej baterii cyplowej w prawoburtową kazamatę działa 150 mm. Rannych zostało 3 marynarzy z obsługi działa oraz 4 kadetów będących w rufowym pomieszczeniu umywalni. O godz. 12:05 okręt przerwał ogień i wycofał się bliżej Gdańska, wznawiając ogień z wieży B. Do Gdańska powrócił o godz. 14:30.
12 października „Schleswig-Holstein” opuścił Gdańsk, udając się do Świnoujścia, a potem do Kilonii, gdzie wyokrętował kadetów. Po remoncie okręt 8 grudnia przybył do Świnoujścia, a 15 grudnia do Gdańska, po czym powrócił do Kilonii.
W kwietniu 1940 roku uczestniczył w zajęciu Danii, następnie w latach 1941-1944 służył jako okręt szkolny i hulk mieszkalny w Gdyni. Od września 1944 roku, ze wzmocnioną artylerią przeciwlotniczą, służył jako okręt obrony plot. „Schleswig-Holstein” został zbombardowany w wielkim nalocie brytyjskim na Gdynię 18/19 grudnia 1944, na skutek czego nabrał wody i oparł się rufą o dno basenu przy Nabrzeżu Rumuńskim. Bezpośrednią przyczyną przeprowadzenia nalotu było dostarczenie przez polską młodzież z Tajnego Hufca Harcerzy zdjęć okrętów stacjonujących w Gdyni. Akcją dowodził Joachim Joachimczyk, uczestnik kampanii wrześniowej i powstania warszawskiego.

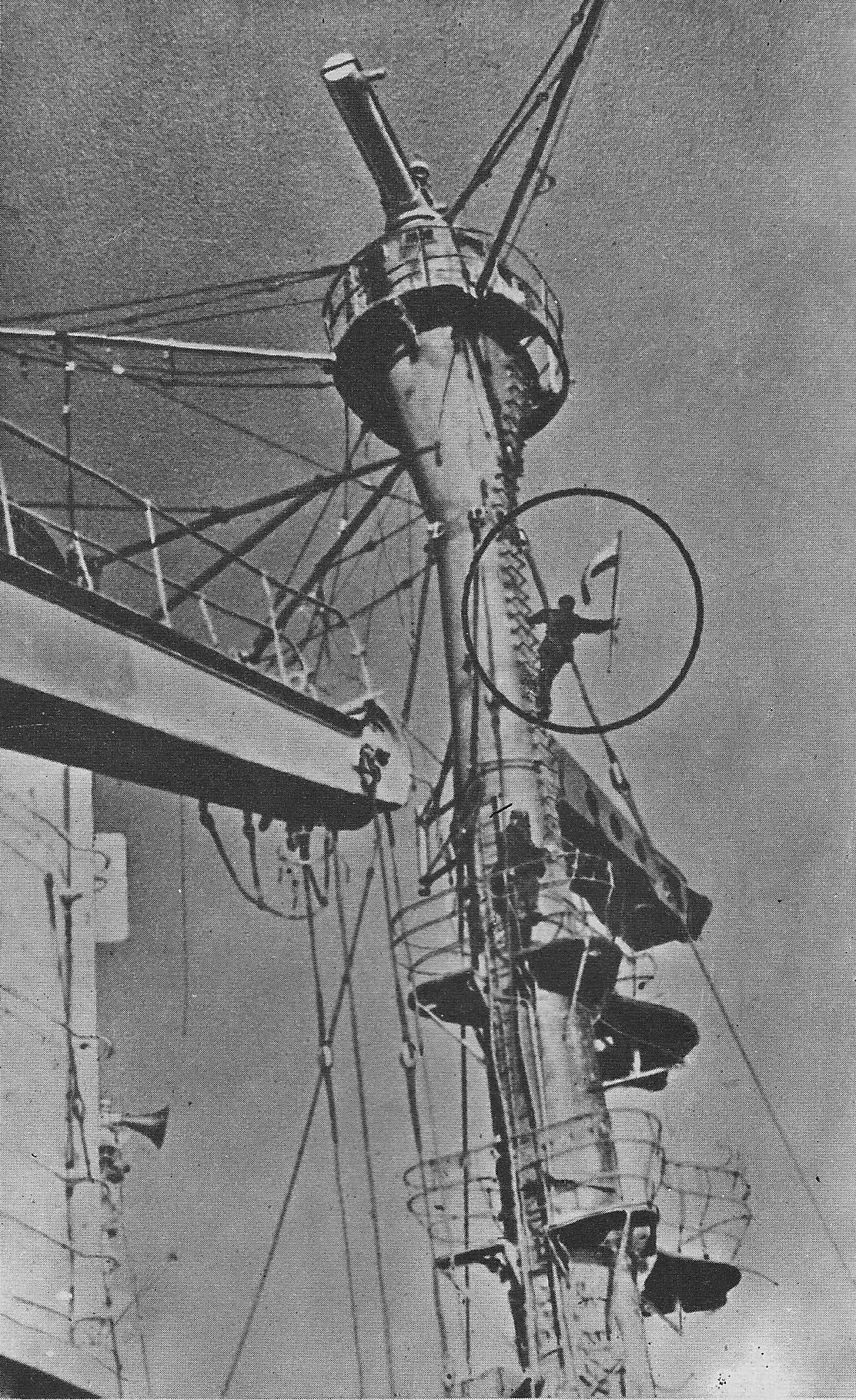
Wrak przy Nabrzeżu Rumuńskim

Ostatecznie zatonął 26 grudnia, a 21 marca 1945 Niemcy dodatkowo zniszczyli go ładunkami wybuchowymi.
Po wojnie został w 1946 roku podniesiony przez Sowietów i, po przeholowaniu do Tallinna, włączony 26 września 1946 w skład marynarki ZSRR. Wskutek jednak nieopłacalności remontu, 25 czerwca 1946 został osadzony na dnie w rejonie mielizny Neugrund w Zatoce Fińskiej, po czym do 1966 roku był wykorzystywany przez radziecką marynarkę i lotnictwo jako okręt-cel.
Prof. Carl Burckhardt, szwajcarski dyplomata, pełniący w latach 1937-1939 funkcję Wysokiego Komisarza Ligi Narodów w Gdańsku, w powojennych wspomnieniach opisał swoje spotkanie z komandorem Kleikampem w przededniu wybuchu wojny: „Złożyłem również rewizytę na pokładzie pancernika, ale nie tam, lecz na przyjęciu w moim domu, dowódca okrętu, zmieszany na twarzy, uczynił mi nagle niespodziewane wyznanie: «Otrzymałem straszne polecenie, którego nie mam po prostu sumienia wykonać». Gdyby o tym wyznaniu ktoś się dowiedział, dowódca okrętu za zdradę stanu prawdopodobnie zostałby skazany na karę śmierci przez rozstrzelanie. Ale wczesnym rankiem 1 września wykonał on otrzymany rozkaz i działa pancernika otworzyły ogień na Westerplatte”.
Nazwę „Schleswig-Holstein” w latach 1964–1994 nosił niszczyciel typu Hamburg (D 181), o oznaczeniu D 182, a obecnie nosi ją fregata rakietowa typu Brandenburg (F 123), o oznaczeniu D 216, oddana do służby w 1995 r.

### Poszukiwania wraku
Pierwsza wyprawa badawcza o nazwie „Sophie X” (nawiązująca do kodu radiowego okrętu) na wrak pancernika Schleswig-Holstein odbyła się na początku września 2008 roku. Dokonali jej członkowie Stowarzyszenia Rekonstrukcji Historycznej WST Westerplatte przy pomocy Centrum Nurkowego „Neptun” z Bydgoszczy oraz Bałtyckiego CN „Explorer” z Gdyni. Symbolicznie była to setna rocznica wprowadzenia okrętu do służby. Lokalizacja znana była od kilkudziesięciu lat, gdyż miejsce zalegania wraku to kamienista mielizna Neugrund, w okolicach estońskiej wyspy Osmussaar, gdzie odbywały się ćwiczenia artyleryjskie i lotnicze na okręcie-celu – pancerniku „Schleswig-Holstein".

## Kalendarium

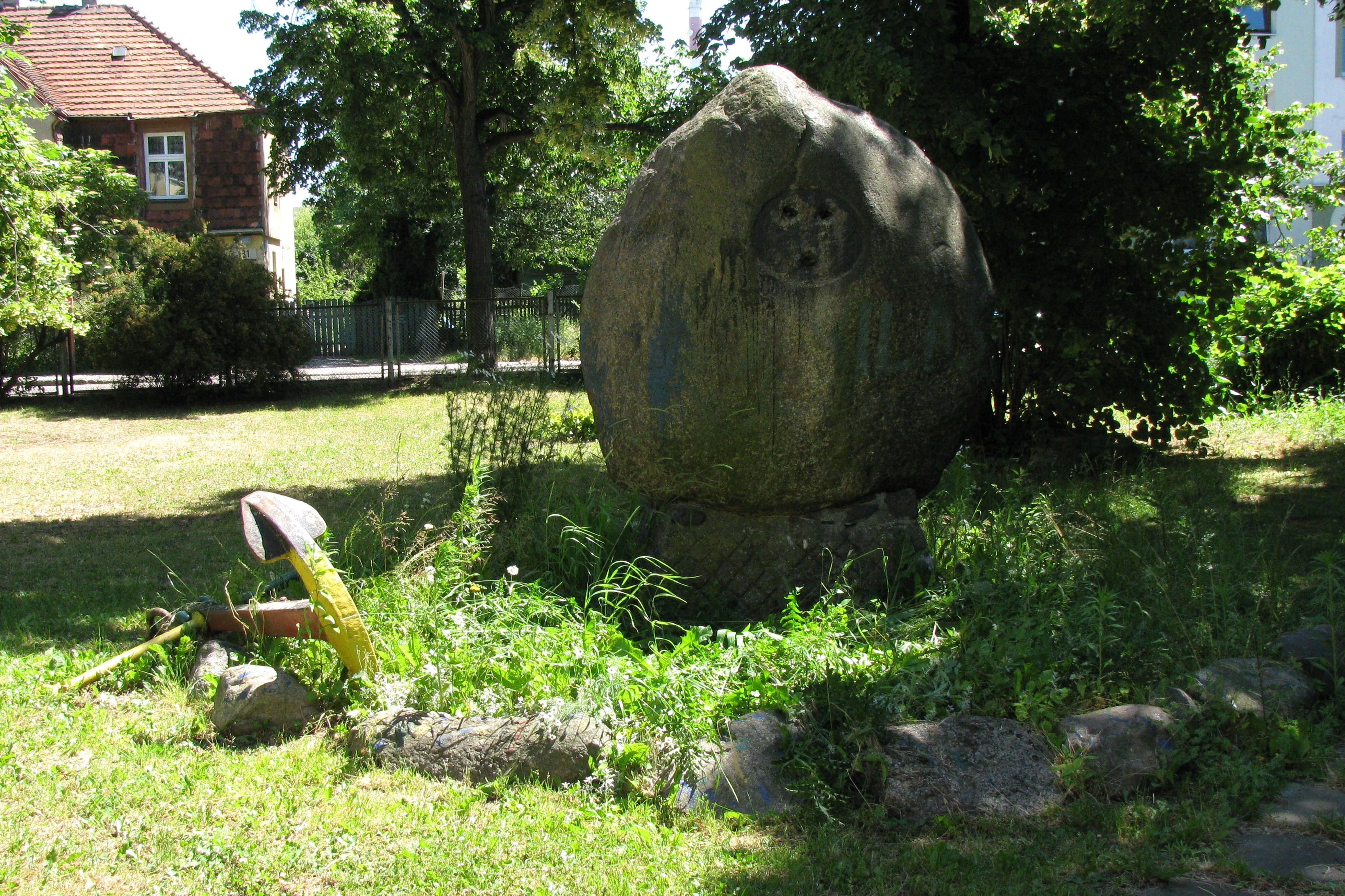
Częściowo uszkodzony pomnik w Gdańsku, tzw. „Skagerrakstein”, przy którym 26 sierpnia 1939 odbyły się uroczystości z udziałem delegacji z okrętu „Schleswig-Holstein”

- 17 grudnia 1906 – wodowanie (Stocznia Friedrich Krupp Germaniawerft w Kilonii)
- 6 lipca 1908 – wejście do służby
- 25 sierpnia 1939 – wejście do portu Wolnego Miasta Gdańska
- 1 września 1939 – Rozpoczęcie ostrzału Westerplatte. Początek II wojny światowej.
- 19 grudnia 1944 – zbombardowany przez lotnictwo u wejścia do portu w Gdyni, osiadł na płyciźnie 26 grudnia
- 20 grudnia 1944 – na pokładzie wybucha pożar, okręt płonie przez 12 godzin
- 25 stycznia 1945 – skreślenie z listy floty
- 21 marca 1945 – wysadzony w powietrze przed zdobyciem Gdyni przez wojska radzieckie
- 1946 – podniesiony przez Sowietów, odholowany do Tallinna, gdzie służył jako hulk
- od 1948 – używany jako cel dla lotnictwa na mieliźnie w pobliżu wyspy Osmussaar

## Uzbrojenie
- uzbrojenie początkowe
  - 4 działa kalibru 280 mm w dwóch dwudziałowych wieżach (masa pocisku 330 kg)
  - 14 dział kalibru 170 mm w kazamatach
  - 20 dział kalibru 88 mm
  - 6 podwodnych wyrzutni torped

- uzbrojenie od 1939 do 1944
  - 4 działa kaliber 280 mm
  - 12 dział kalibru 150 mm w kazamatach
  - 6 dział kalibru 88 mm
  - 4 działka przeciwlotnicze kaliber 37 mm
  - 3 działka przeciwlotnicze kaliber 20 mm

- opancerzenie
  - burty: do 240 mm
  - wieże artylerii: do 280 mm
  - pokład: do 40 mm
  - wieża dowodzenia(inne języki): 300 mm

## Dowódcy
- 06.07.1908–09.1910 kmdr Franz von Holleben
- 15.09.1910–30.09.1913 kmdr Friedrich Boedicker(inne języki)
- 01.10.1913–01.1916 kmdr Hans Uthemann
- 01.1916–02.05.1917 kmdr Eduard Varrentrapp
- 01.02.–30.09.1926 kmdr Gottfried Hansen
- 01.10.1926–28.09.1928 kmdr Wilhelm Rümann
- 29. 09.1928–25.02.1930 kmdr Siegfried Maßmann
- 26.02.1930–29.09.1931 kmdr Reinhold Knobloch
- 05.10.1931–26.09.1933 kmdr Friedrich Götting
- 27.09.1933–28.02.1935 kmdr Karlgeorg Schuster
- 28.02.–06.10.1935 kmdr Conrad Patzig
- 07.10.1935–02.05.1937 kmdr Günther Krause
- 15.05.1937–07.06.1938 kmdr Hans Feldbausch
- 8.06.1938–25.04.1939 kmdr Gustav Kieseritzky
- 26.04.1939–28.08.1940 kmdr Gustav Kleikamp
- 29.08.–20.09.1940 kmdr ppor. Guido Zaubzer (d-ca oddz. strażn.)
- 20.01.–04.1941 kmdr por. Alfred Roegglen
- 04.–05.1941 kmdr ppor. Guido Zaubzer (d-ca oddz. strażn.)
- 05.1941 kmdr ppor. Hans Rigauer
- 05.–10.1941 kmdr Walter Hennecke
- 10.–11.1941 kmdr ppor. Hans Rigauer
- 11.1941–05.1942 kmdr ppor. Helmut von Oechelhaeuser
- 05.1942 kmdr por. Joachim Asmus
- 11.05.1942–31.03.1943 kmdr ppor. Helmut von Oechelhaeuser
- 02.1944 kmdr ppor. Walter Bach
- 02.1944–25.01.1945 kmdr por. Reinhold Bürklen